# Тім Янґ (американський весляр)
Тім Янґ (англ. Tim Young; нар. 9 квітня 1969) — американський академічний веслувальник.
Срібний призер Олімпійських Ігор 1996 року в складі парної четвірки.